# Delonte West
Delonte Maurice West  (Washington D. C., 26 de julio de 1983) es un exjugador de baloncesto estadounidense que disputó ocho temporadas en la NBA, además de jugar en otras ligas. Con 1,91 metros de estatura, jugaba en la posición de base.

## Trayectoria deportiva

### Instituto
West asistió al Eleanor Roosevelt High School en Greenbelt (Maryland), donde destacó en el baloncesto, formando equipo con su compañero, el futuro jugador de la NBA Eddie Basden. Llevó a los Roosevelt Raiders a su primera aparición en el torneo estatal. Llegaron al campeonato de Maryland 4A, donde Delonte hizo 22 puntos y 8 rebotes, pero los Raiders perdieron 70-58. Fue nombrado Jugador del Año del Washington Post All Met Basketball debido a sus promedios de 20,2 puntos, 6,5 rebotes, 3,9 asistencias y 3,1 robos por partido.

### Universidad
West asistió tres años a la Saint Joseph's University, donde jugó para los Hawks y formó uno de los mejores backcourt del país junto con Jameer Nelson.
En su año júnior, promedió 18,9 puntos y 6,7 asistencias por partido. Esto contribuyó a que los Hawks consiguieran un 27–0 en la temporada regular y llegaran al Top-8 del Campeonato de la División I de la NCAA. Terminando la temporada con un 30–2.

### Profesional

#### NBA

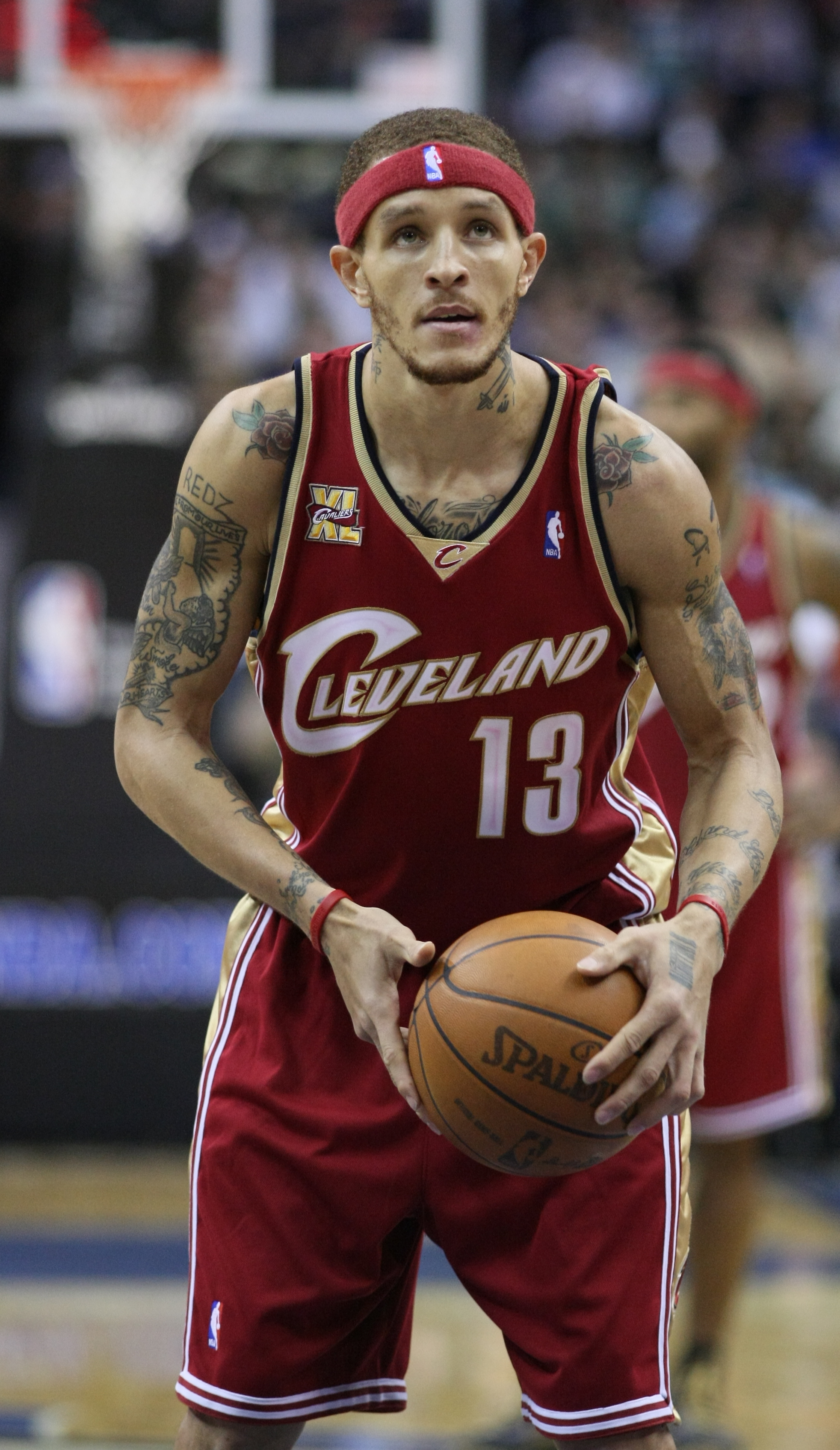
West con los Cavaliers en 2009.

Fue seleccionado por Boston Celtics en la posición 24 del Draft de la NBA de 2004. Su primer año fue difícil, ya que las lesiones le visitaron continuamente, jugando un total de 39 partidos en toda la temporada. Promedió 4,5 puntos por partido.
En febrero de 2006 participó con el equipo de los Sophomores en el All-Star Weekend. No fue previamente seleccionado, pero entró en el equipo a última hora tras la lesión de su antiguo compañero Jameer Nelson.
Tras tres temporadas en Boston, el 27 de junio de 2007, es traspasado junto a Wally Szczerbiak a Seattle Supersonics a cambio de Ray Allen.
El 21 de febrero de 2008 fue parte de un intercambio entre tres equipos donde fue traspasado a los Cleveland Cavaliers junto a Wally Szczerbiak a cambio de Ira Newble y Donyell Marshall.
Tras dos años y medio en Cleveland, en agosto de 2010 es traspasado a los Minnesota Timberwolves, pero fue cortado a la semana siguiente. Un mes después, el 1 de septiembre de 2010 es adquirido nuevamente por los Celtics.
En diciembre de 2011 ficha por Dallas Mavericks. Después de una temporada, en octubre de 2012, fue suspendido un par de partidos por no presentarse a los encuentros de pretemporada, por lo que los Mavs decidieron cortarlo por problemas de disciplina, el 29 de octubre.

#### D League y China
En enero de 2013, ficha por los Texas Legends, el equipo de la D-League afiliado a los Dallas.
En octubre de 2013, firma por un año con los Fujian Xunxing de la Chinese Basketball Association (CBA) China.
En septiembre de 2014, firma un contrato de un año con los Shanghai Sharks. Sin embargo, fue cortado el 18 de noviembre, tras cuatro encuentros.
El 12 de enero de 2015, firma con Guaros de Lara de la Liga Profesional de Baloncesto de Venezuela, pero deja el equipo sin llegar a debutar.
El 12 de marzo de 2015, fue adquirido de nuevo por los Texas Legends. Pero el 2 de abril fue cortado tras sufrir una lesión que le tendría apartado hasta final de temporada.

## Estadísticas de su carrera en la NBA

### Temporada regular
| Año     | Equipo    | PJ  | PT  | MPP  | %TC  | %3P  | %TL  | RPP | APP | ROB | TPP | PPP  |
| ------- | --------- | --- | --- | ---- | ---- | ---- | ---- | --- | --- | --- | --- | ---- |
| 2004-05 | Boston    | 39  | 7   | 13.0 | .426 | .358 | .704 | 1.7 | 1.4 | .5  | .2  | 4.5  |
| 2005-06 | Boston    | 71  | 71  | 34.1 | .487 | .385 | .851 | 4.1 | 4.6 | 1.2 | .6  | 11.8 |
| 2006-07 | Boston    | 69  | 47  | 32.2 | .427 | .365 | .853 | 3.0 | 4.4 | 1.1 | .5  | 12.2 |
| 2007-08 | Seattle   | 35  | 5   | 20.8 | .388 | .339 | .667 | 2.7 | 3.2 | .9  | .3  | 6.8  |
| 2007-08 | Cleveland | 26  | 26  | 31.0 | .440 | .367 | .788 | 3.7 | 4.5 | 1.1 | .7  | 10.3 |
| 2008-09 | Cleveland | 64  | 64  | 33.6 | .457 | .399 | .833 | 3.2 | 3.5 | 1.5 | .2  | 11.7 |
| 2009-10 | Cleveland | 60  | 3   | 25.0 | .445 | .325 | .810 | 2.8 | 3.3 | .9  | .5  | 8.8  |
| 2010-11 | Boston    | 24  | 2   | 18.9 | .458 | .364 | .867 | 1.5 | 2.7 | .8  | .4  | 5.6  |
| 2011-12 | Dallas    | 44  | 33  | 24.1 | .461 | .355 | .886 | 2.3 | 3.2 | 1.3 | .2  | 9.6  |
| Total   | Total     | 432 | 258 | 27.4 | .448 | .372 | .826 | 2.9 | 3.6 | 1.1 | .4  | 9.7  |

### Playoffs
| Año   | Equipo    | PJ | PT | MPP  | %TC  | %3P  | %TL   | RPP | APP | ROB | TPP | PPP  |
| ----- | --------- | -- | -- | ---- | ---- | ---- | ----- | --- | --- | --- | --- | ---- |
| 2005  | Boston    | 7  | 3  | 16.4 | .524 | .455 | .500  | 1.3 | .6  | 1.0 | .1  | 4.1  |
| 2008  | Cleveland | 13 | 13 | 34.8 | .400 | .429 | .854  | 3.3 | 4.2 | 1.1 | .5  | 10.8 |
| 2009  | Cleveland | 14 | 14 | 42.2 | .465 | .333 | .833  | 3.5 | 4.1 | 1.4 | .5  | 13.8 |
| 2010  | Cleveland | 11 | 0  | 24.5 | .418 | .158 | .938  | 1.9 | 2.6 | .8  | .9  | 6.7  |
| 2011  | Boston    | 9  | 0  | 18.9 | .468 | .368 | .800  | 1.9 | 1.3 | .6  | .0  | 6.6  |
| 2012  | Dallas    | 4  | 3  | 22.0 | .423 | .500 | 1.000 | 1.8 | 2.0 | .8  | .0  | 7.5  |
| Total | Total     | 58 | 33 | 29.0 | .442 | .361 | .847  | 2.5 | 2.8 | 1.0 | .3  | 9.1  |

## Vida personal
En septiembre de 2009 la policía lo detuvo por una infracción de tráfico, y al registrarlo comprobaron que dentro de una funda de guitarra transportaba 3 armas: una 9mm Beretta, una 357 Magnum y una escopeta Remington 870. La sentencia podría haber sido la cárcel, pero finalmente se quedó en un simple arresto domiciliario y 40 horas de servicio a la comunidad. Además, la NBA le sancionó con 10 partidos.
Su primer matrimonio acabó en divorcio en 2010. Se casó con Caressa Madden en 2013 y tienen dos hijos.
En febrero de 2016, West fue fotografiado en un lugar público de Houston (Texas), mientras estaba descalzo y con una bata de hospital.
En junio de 2016, una foto de West mendigando en una calle de Temple Hills (Maryland) se convirtió en viral. La foto provocó especulaciones de que West era un indigente, ya que la cuenta de Twitter que publicó la foto así lo sugería y pedía a sus seguidores que rezaran por West dados sus problemas psicológicos. West desmintió inmediatamente los rumores, afirmando que, aunque la foto es auténtica, él tiene una casa y simplemente estaba ayudando a alguien que realmente era un sin techo, ya que el indigente era tetrapléjico
El 21 de enero de 2020, años después de su retirada, apareció en varios vídeos donde era maltratado en plena calle de Washington D. C., donde vivía en la indigencia y sin hogar, tras haber gastado millones de dólares, debido a una mala gestión por un trastorno bipolar.
En septiembre de ese año, tras varios meses sin ningún tipo de ayuda de sus antiguos compañeros y tras la aparición de nuevas fotos de West, fue Mark Cuban, empresario estadounidense y dueño de los Dallas Mavericks quien le ayudó, al recogerlo de una gasolinera, pagando su tratamiento de rehabilitación y una habitación de hotel donde quedarse. El 19 de enero de 2021, se informó de que West tenía un trabajo en el centro de rehabilitación en el que ingresó y que se había reunido con su madre.
Pero en octubre de 2021, vuelve a ser noticia, tras se detenido por golpear las puertas de un departamento de policía de Florida e insultar a los agentes mientras sostenía dos recipientes abiertos de alcohol.
En febrero de 2022, aparece en un vídeo, en unas instalaciones deportivas entrenado y aparentemente rehabilitado, con el objetivo de formar parte de un equipo de la BIG3.
En junio de 2024 fue detenido en la localidad de Virginia por violar su libertad condicional y resistirse a la autoridad. La policía le detuvo de madrugada con síntomas evidentes de estar bajos los efectos de las drogas, y se le tuvo que administrar hasta en dos ocasiones el medicamento 'Narcan' para contrarrestar dichos efectos. Fue detenido en estado de semi inconsciencia y posteriormente se le trasladó al hospital más cercano para que se le pudiera tratar debidamente. Luego le llevaron al Centro de Detención del condado de Fairfax bajo una fianza de 2.000 dólares.